# Grande Nicobar
A ilha Grande Nicobar (Hindi: निकोबार बड़ा, nicobarense: टोकिओंग लोंग, Tokieong long, inglês: Great Nicobar) é a maior das ilhas Nicobar da Índia, na Baía de Bengala e a norte de Samatra. A Ponta Indira, no extremo sul, é também o ponto mais meridional da Índia. A ilha tem 1045 km² de área, e é escassamente habitada, com uma população de 9439 habitantes, e um território em grande parte coberto por selva tropical conhecida pela biodiversidade.
A ilha foi gravemente atingida pelo tsunami do Índico de 2004, com muitas mortes registadas, e ficou totalmente isolada do exterior durante mais de um dia.
A Grande Nicobar conta com vários rios, como o Alexandra, Amrit Kaur, Dogmar e Galathea. Praticamente todos os rios correm na direção sul ou sudoeste, o que é indicativo da orientação das vertentes em toda a ilha. Há ondulantes colinas ao longo de uma cadeia principal que se estende na orientação norte-sul. O Monte Thuillier, que faz parte desta área, é o ponto mais alto das Nicobar, com 642 m de altitude.

## Biodiversidade
Exemplos de espécies que habitam a Grande Nicobar são a Megapodius nicobariensis, uma ave megápode); a Aerodramus fuciphagus - andorinhão-de-ninho-comestível; a Macaca fascicularis umbrosa - macaco-de-nicobar-de-cauda-longa; a Crocodylus porosus - crocodilo-de-água-salgada; a Dermochelys coriacea - tartaruga-de-couro; a Cuora amboinensis - tartaruga-de-caixa; a Tupaia nicobarica; a Python reticulatus - pitão-reticulada; e a Birgus latro - caranguejo-dos-coqueiros.